# Puya alpestris
Espèce
Classification phylogénétique
Puya alpestris est une espèce de plantes à fleurs monocotylédones de la famille des Bromeliaceae, endémique du Chili. Cette espèce vivace vit à l'état naturel en dans le sud du Chili en Amérique du Sud mais on la retrouve pour plante ornementale ailleurs dans le monde.

## Description
Cette plante a des feuilles bordées d'épines. Son inflorescence est portée par une hampe plus ou moins cachée par le feuillage. Ce sont ses fleurs tubulaires bleu-vert, qui paraissent turquoise comparées au feuillage, et les étamines jaune à orange vif, qui suscitent l'intérêt du jardinier. Le pistil est, quant à lui, généralement un peu moins voyant. Il prend des couleurs jaunes à verdâtres.

## Galerie

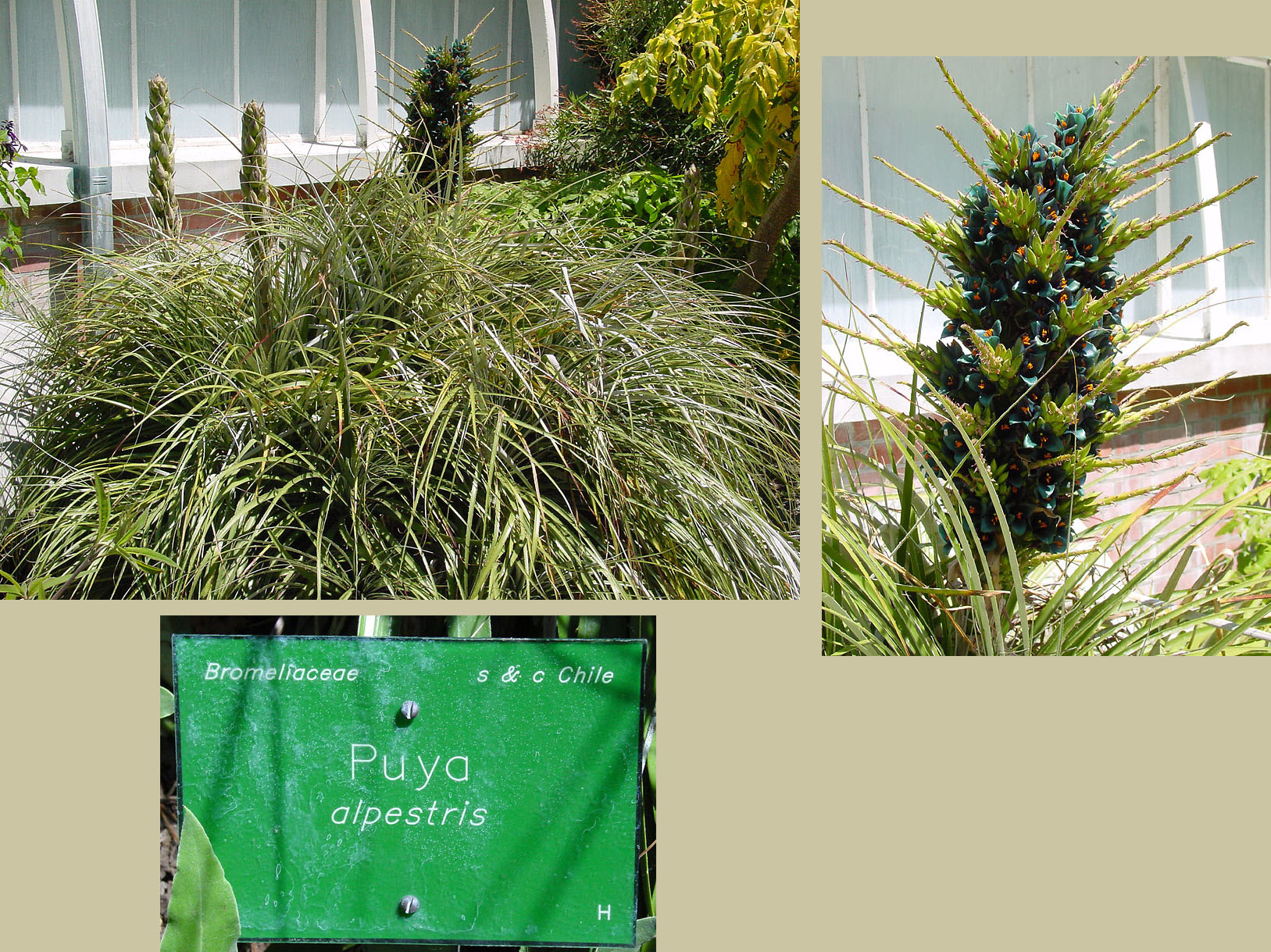
Plusieurs plants de Puya alpestris en fleurs, acclimatés dans le Jardin botanique de Christchurch en Nouvelle-Zélande.

## Synonyme
- Pourretia alpestris Poepp.